# غوستاف فون بيرجمان
غوستاف فون بيرجمان (بالألمانية: Gustav von Bergmann)‏ هو كاتب غير روائي وطبيب ألماني، ولد في 24 ديسمبر 1878 في فورتسبورغ في ألمانيا، وتوفي في 16 سبتمبر 1955 في ميونخ في ألمانيا.

## وصلات خارجية
- غوستاف فون بيرجمان على موقع مونزينجر (الألمانية)